# Prehistoric Peeps

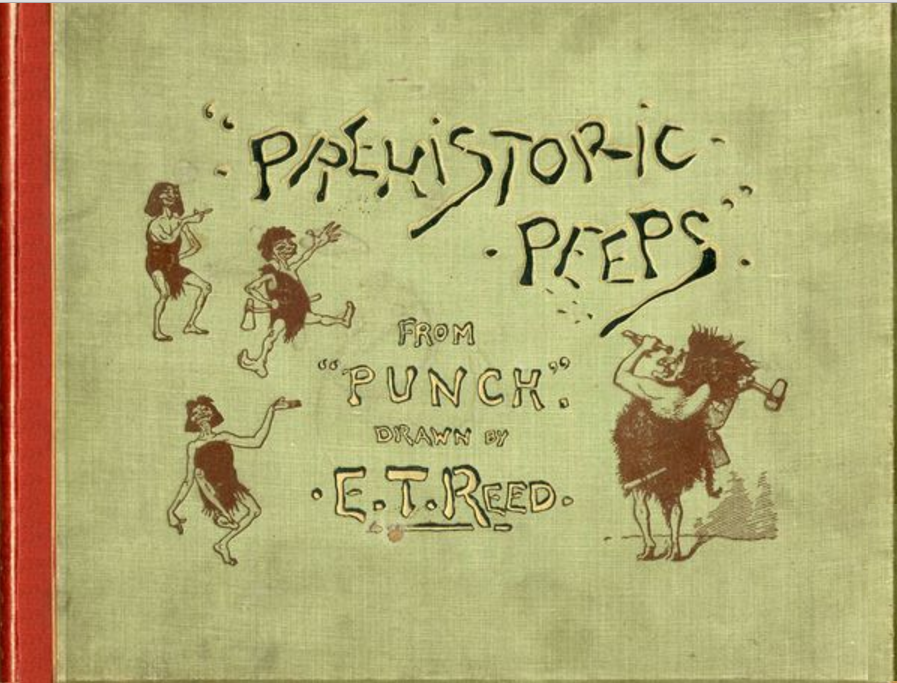
Capa do livro com os cartuns, pela Punch.

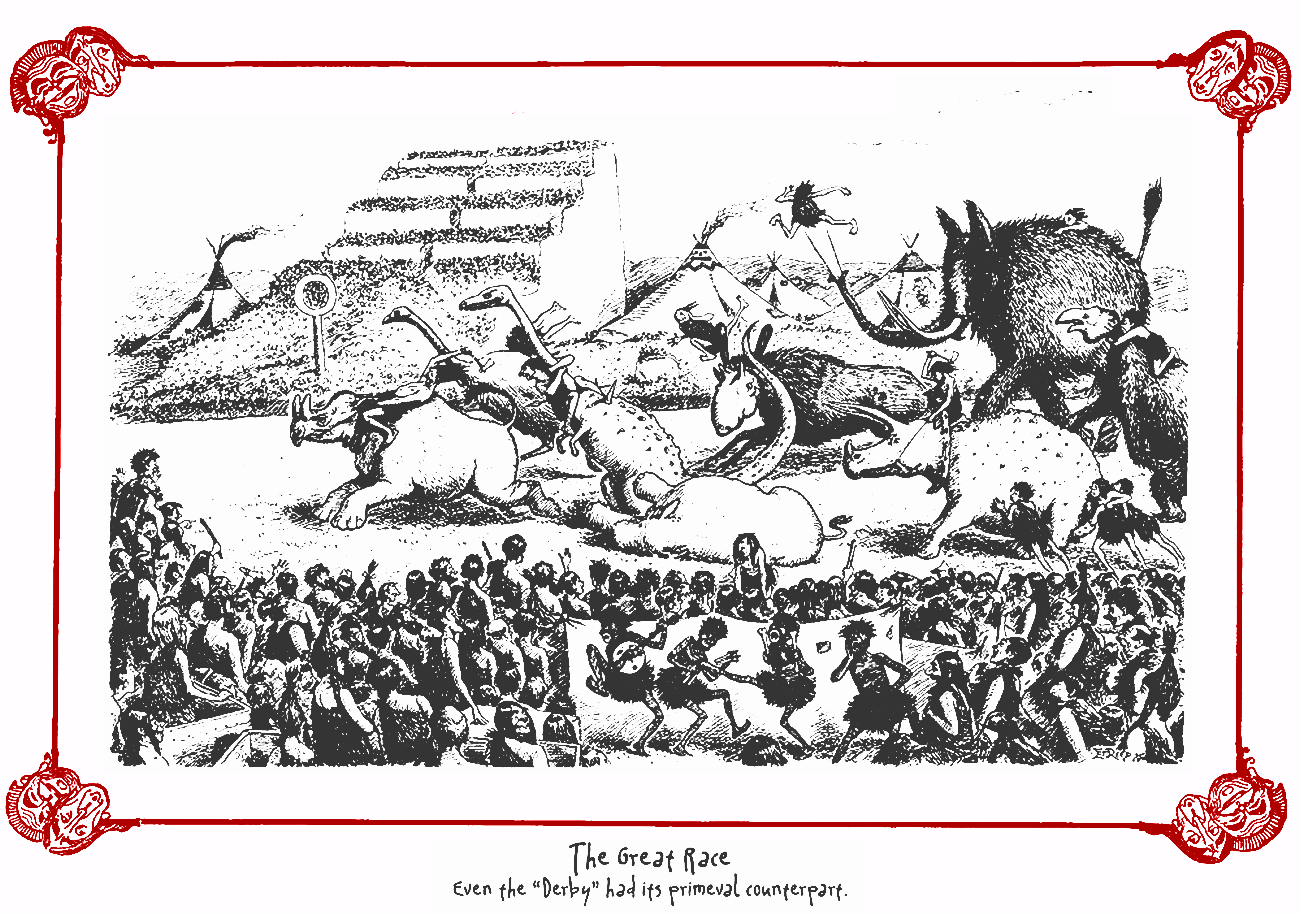
Um dos cartuns de E. T. Reed, com homens e dinossauros.

Prehistoric Peeps foi uma série de cartum do Reino Unido escrita e desenhada por Edward Tennyson Reed (1860-1933) e que foi publicada na década de 1890 na revista humorística Punch.
Uma coleção com os cartuns foi publicada com o título de “Mr. Punch's Prehistoric Peeps” em 1894.
A série de cartuns foi mais tarde adaptada dentro de uma série de filmes mudos em live-action com o episódio “Prehistoric Peeps”, de 1905.
Para os estudiosos essa obra deu início à divulgação de erros históricos, que colocam os homens primitivos a conviverem com os dinossauros, compondo assim uma imagem distorcida do passado.